# London United
London United Basketball Club ist ein Basketballverein aus London in England. Der Verein entstand 2002 aus der Fusion der North London Lords mit den Ealing Tornadoes und rückte 2006 als Nachfolger der London Towers in die geschlossene Profiliga British Basketball League (BBL) auf. Der Verein trug seine Heimspiele in dieser Zeit im Hackney SPACe aus. Bereits nach einem Jahr zog er seine professionelle Mannschaft wieder aus der BBL zurück und konzentriert sich seitdem auf Angebote für Nachwuchsspieler im London Borough of Hillingdon rund um seine Heimspielstätte in Uxbridge an der Harefield Academy. Der Verein hat neben seinen Jugendmannschaften eine Herrenmannschaft, die in der 2. Division der English Basketball League spielt.

## BBL-Kader 2006/07
| Spieler | Spieler            | Spieler           | Spieler    | Spieler | Spieler | Spieler               |
| Nr.     | Nat.               | Name              | Geburt     | Größe   | Info    | Letzter Verein        |
| ------- | ------------------ | ----------------- | ---------- | ------- | ------- | --------------------- |
|         |                    | Guards (PG, SG)   |            |         |         |                       |
| 4       | Polen              | Jacek Jagodka     | 1979       | 193     |         | ZKS Stal Stalowa Wola |
| 5       | England            | Perry Lawson      | 08.03.1982 | 188     |         | Newcastle Eagles      |
| 6       | England            | Marcus Knight     | 1981       | 188     |         | Leicester Riders      |
| 8       | /                  | Tarick Johnson    | 01.12.1981 | 192     |         | Eisbären Bremerhaven  |
|         |                    | Forwards (SF, PF) |            |         |         |                       |
| 9       | England            | Laurent Irish     | 1979       | 196     |         | Essex Leopards        |
| 10      | Vereinigte Staaten | Lataryl Williams  | 1978       | 197     |         | Atlanta Vision (ABA)  |
| 11      | Vereinigte Staaten | Marlin Capers     | 1977       | 207     |         | Surrey Heat           |
| 12      | /                  | Bryant Feggins    | 1970       | 200     |         | AG Halkida            |
| 13      | England            | Leon Bernard      | 1978       | 196     |         | West Herts            |
| 15      | /                  | Philip Perre      | 1979       | 198     |         |                       |
|         |                    | Center (C)        |            |         |         |                       |
| 14      | England            | Chris Haslam      | 27.05.1974 | 210     | A-Nat   | Banca Nuova Trapani   |

| Trainer | Trainer         | Trainer     |
| Nat.    | Name            | Position    |
| ------- | --------------- | ----------- |
| England | Tony Garbelotto | Cheftrainer |

| Legende      | Legende         |
| Abk.         | Bedeutung       |
| ------------ | --------------- |
| A-Nat        | Nationalspieler |
| Quellen      |                 |
| Ligahomepage |                 |
| Stand: 2006  |                 |

| Legende      | Legende         |
| Abk.         | Bedeutung       |
| ------------ | --------------- |
| A-Nat        | Nationalspieler |
| Quellen      |                 |
| Ligahomepage |                 |
| Stand: 2006  |                 |